# 17α-ヒドロキシプロゲステロンアルドラーゼ
17α-ヒドロキシプロゲステロンアルドラーゼ(17-alpha-hydroxyprogesterone aldolase、EC 4.1.2.30)、以下の化学反応を触媒する酵素である。
17α-ヒドロキシプロゲステロン{\displaystyle \rightleftharpoons }4-アンドロステン-3,17-ジオン + アセトアルデヒド
従って、この酵素の基質は17-ヒドロキシプロゲステロンのみ、生成物は4-アンドロステン-3,17-ジオンとアセトアルデヒドの2つである。
この酵素はリアーゼ、特に炭素-炭素結合を切断するアルデヒドリアーゼに分類される。系統名は、17α-ヒドロキシプロゲステロン アセトアルデヒドリアーゼ (4-アンドロステン-3,17-ジオン形成)(17alpha-hydroxyprogesterone acetaldehyde-lyase (4-androstene-3,17-dione-forming))である。他に、C-17/C-20 lyase、17alpha-hydroxyprogesterone acetaldehyde-lyase等とも呼ばれる。この酵素は、アンドロゲンとエストロゲンの代謝に関与している。